# Alfred Kirstein
Alfred Kirstein (geboren am 25. Juni 1863 in Berlin; gestorben am 2. Dezember 1922 ebenda) war ein deutscher Mediziner, Landschaftsmaler und Fotograf.

## Leben
Kirstein war der Sohn des Mediziners Moritz Kirstein und dessen Frau Franziska (geborene Michel 1843–1927), sowie der ältere Bruder des Verlegers und Kunstsammlers Gustav Kirstein. Er besuchte bis 1882 das Sophiengymnasium, studierte Medizin in Freiburg und ab dem 2. Semester bis zum Abschluss des Physikums in Straßburg. Anschließend setzte er es für die klinischen Semester an der Universität Berlin fort. 1886 erhielt er dort seine Approbation und wurde zum Doktor der Medizin promoviert. Seit 1887 war er als Arzt tätig und arbeitete unter anderem als Assistent von Michael Joseph Rossbach in Jena, 1889 bis 1890 bei Otto Leichtenstern in Köln und war ab 1891 an der Universitätspoliklinik bei Hermann Senator in Berlin tätig. Während seiner Zeit am Institut für Gerichtliche Medizin veröffentlichte er gemeinsam mit dem Chemiker Fritz Straßmann die Studie über die Diffusion von Giften an der Leiche. Er erfand 1895 eine Methode der direkten Besichtigung des Kehlkopfes und der Luftröhre (Autoskopie der Luftwege). Als sein Vater 1896 starb, übernahm er dessen Praxis. Kirstein verfasste mehrere Arbeiten zur inneren Medizin und zur Laryngo-Rhinologie. Bis zu seinem 40. Lebensjahr war er als Mediziner tätig. Er beschäftigte sich zudem mit der künstlerischen Fotografie, was möglicherweise der Auslöser für seinen plötzlichen Wechsel zur Malerei war.
Durch den Maler Paul Baum wurde er in der Landschaftsmalerei unterwiesen und ging für mehrere Jahre nach Paris. Dort schloss sich Kirstein dem Künstlerkreis um Rudolf Großmann und Hans Purrmann an. In den Jahren von 1909 bis 1914 waren Werke von ihm im Salon der Société des Artistes Indépendants in Paris zu sehen. Er verbrachte den Winter 1905/1906 auf einer Reise durch Italien, nach Sizilien und Algier. 1912 kehrte er nach Berlin zurück und nahm im Mai 1914 mit mehreren Landschaftsbildern an einer Ausstellung in der Galerie von Fritz Gurlitt in Berlin teil. Durch den Ausbruch des Krieges wandte er sich wieder dem Beruf des Mediziners zu, er stellte sich der Militärverwaltung als Arzt zur Verfügung. Dafür gab er die Malerei auf. Während des Krieges war er zunächst in Stargard und danach im Garnisonlazarett in Stettin tätig. Dort nahm er, nachdem er seine Kenntnisse in der Röntgentechnik vervollständigt hatte, eine Stellung als Vertrauensarzt der dortigen Ortskrankenkasse an.

## Werke (Auswahl)
Schriften
- Über den Anteil der Tuberculose an der Aetiologie der chronischen eiterigen Katarrhe des harnleitenden Apparates. Schade, Berlin 1886 (Hochschulschrift).
- Ueber Coma diabeticum. In: Deutsche Medicinische Wochenschrift. 15. Jahrgang, Nr. 15, Georg Thieme, Leipzig 11. April 1889, S. 289–292 (Textarchiv – Internet Archive).
- Die Autoskopie des Kehlkopfes und der Luftröhre (Besichtigung ohne Spiegel). Oskar Coblentz, Berlin 1896 (archive.org).
- Autoskopie. In: Albert Eulenburg (Hrsg.): Encyclopädische Jahrbücher der gesammten Heilkunde. Urban & Schwarzenberg, Berlin / Wien / Leipzig 1896 und 1897.
- War Goethe syphilitisch? : eine Kritik. In: Allgemeine medicinische Central-Zeitung. 67. Jahrgang, 1898 (Sonderdruck).
- Bemerkungen über den dekorativen Charakter der Grundfarben. In: Die Werkstatt der Kunst: Organ für die Interessen der bildenden Künstler. Band 7, Heft 39, 29. Juni 1908, S. 538–539, doi:10.11588/diglit.52070.395.

Gemälde
- 1911: 6 Ansichten aus Algier

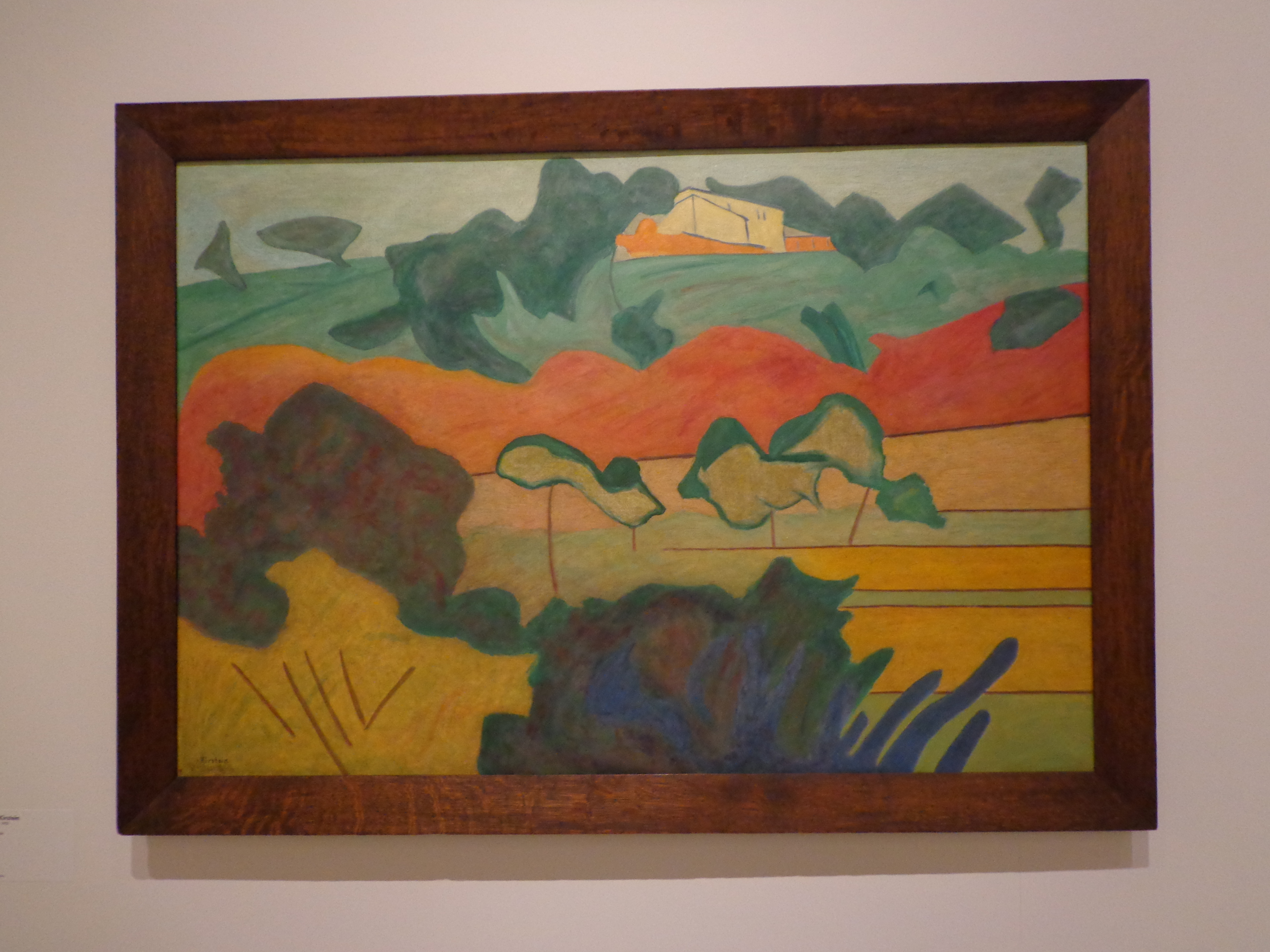
Landschaft

1923 gab es eine Gedächtnisausstellung in der Galerie von Alfred Flechtheim in Berlin.